# La piedra sagrada
La piedra sagrada es una novela de Clive Cussler, escrita junto a Craig Dirgo, es la segunda aventura del capitán Juan Cabrillo al mando del buque de carga Oregón.

## Argumento
El prólogo se inicia hace mil años, en Groenlandia donde un grupo de vikingos ven caer una bola de fuego del cielo y deciden investigarla, lo cual será su perdición. Ya en la actualidad, el Oregón es contratado para que encuentre ese meteorito de alto poder destructivo, pero dos grupos enemigos codician también la piedra radioactiva: una organización terrorista árabe y un lunático millonario americano que pretende vengarse por la muerte de su hijo en Afganistán. En la trama hay una breve aparición del cantante Elton John.